# مارك جيوردانو
مارك جيوردانو هو لاعب هوكي الجليد كندي، ولد في 3 أكتوبر 1983 في تورونتو في كندا.

## وصلات خارجية
- مارك جيوردانو على موقع دوري الهوكي الوطني (الإنجليزية)
- مارك جيوردانو على موقع EliteProspects.com (الإنجليزية)
- مارك جيوردانو على موقع Eurohockey.com (الإنجليزية)
- مارك جيوردانو على موقع HockeyDB.com (الإنجليزية)
- مارك جيوردانو على موقع Hockey-Reference.com (الإنجليزية)